# Josef Kiss

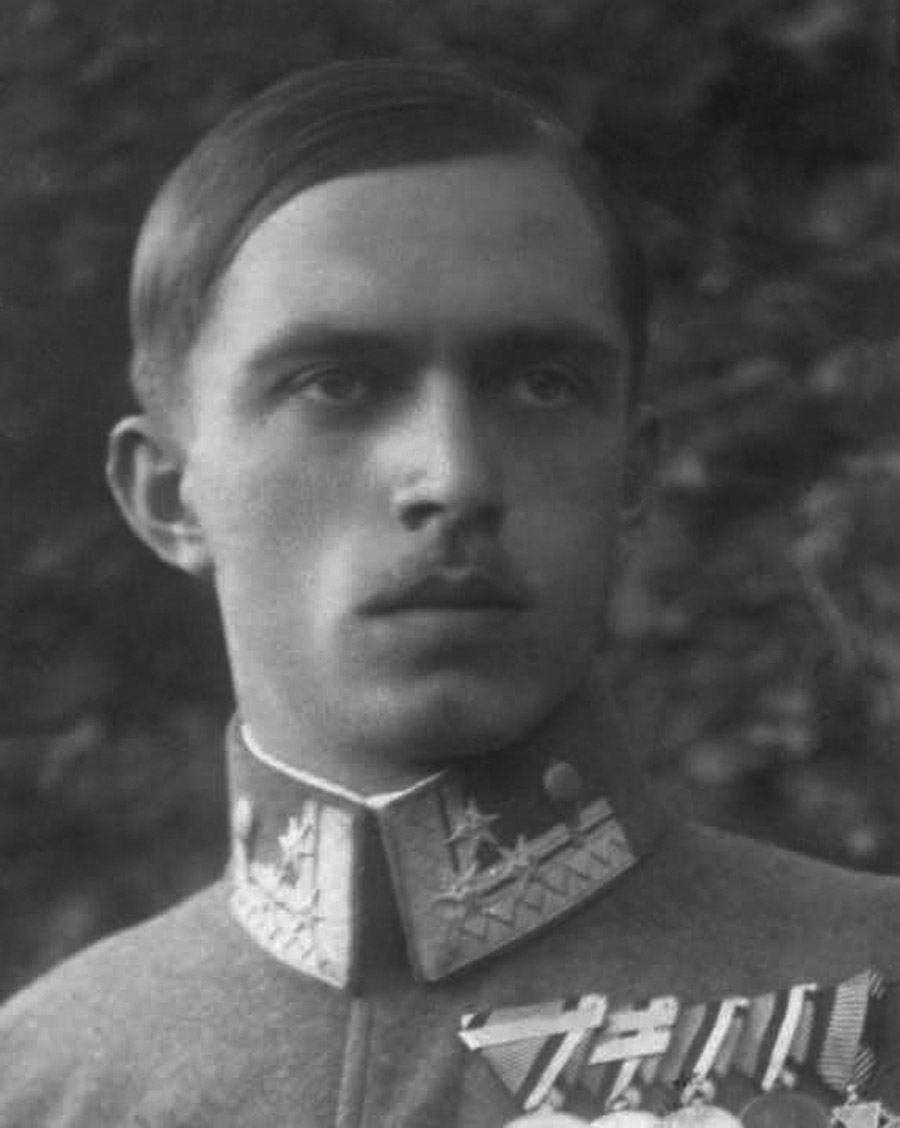
Kiss im Januar 1918

Josef „Josl“ Kiss von Ittebe (ungarisch Ittebei és Eleméri Kiss József) (* 26. Jänner 1896 in Pressburg heute Bratislava, Österreich-Ungarn (heute Slowakei); † 24. Mai 1918 bei Lamon, Italien) war mit 19 Luftsiegen einer der erfolgreichsten Jagdpiloten der k.u.k. Luftfahrtruppen im Ersten Weltkrieg und der erfolgreichste Jagdpilot aus der ungarischen Reichshälfte.

## Leben und Kriegseinsatz
Bei Kriegsbeginn brach Kiss die Schule ab und meldete sich freiwillig zur k.u.k. Armee. Nach seiner Ausbildung trat er am 26. Oktober 1914 in das k.u.k. Infanterieregiment „Freiherr von David“ Nr. 72 ein. Das Regiment kämpfte an der Ostfront in den Karpaten gegen die zaristische Armee. Während seiner Erholungszeit erhielt er die Zulassung zur Pilotenausbildung in Wiener Neustadt und Parndorf. Ab Ende April 1916 flog er seine ersten Einsätze vom Feldflughafen Ciré bei Pergine in der neu aufgestellten Fliegerkompanie Flik 24. Bis zu seiner Versetzung zur Jagdfliegerkompanie Flik 55J erreichte er sieben Luftsiege. In der neuen Einheit fand er mit Julius Arigi und dem Kommandanten Julius von Maier zwei exzellente Flieger. Zusammen brachten sie der Flik 55J den Beinamen Kaiserstaffel ein. Kiss erzielte in den folgenden zweieinhalb Monaten bis Ende Jänner 1918 weitere zwölf Luftsiege, davon acht in Einsätzen mit Arigi oder von Maier.

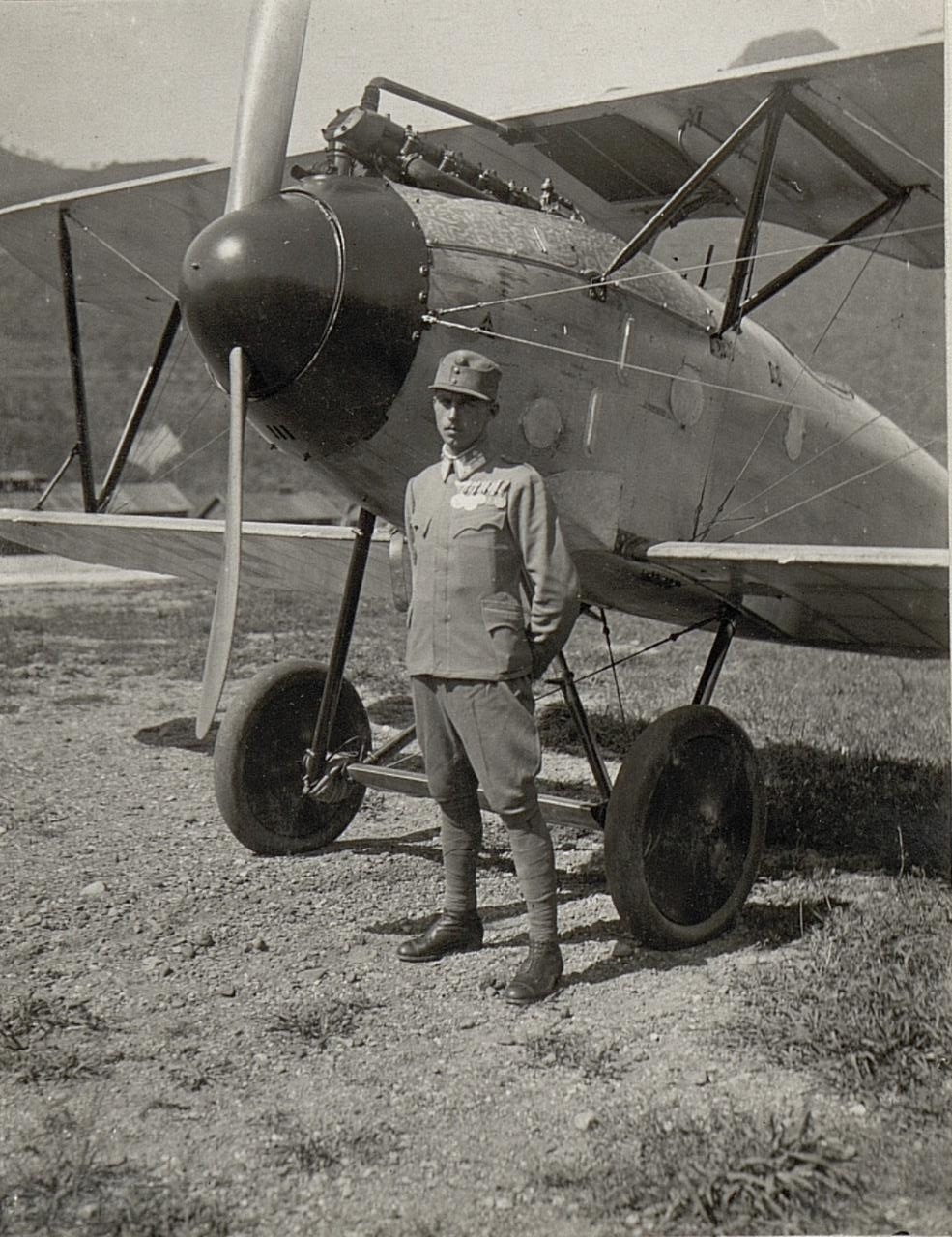
Josef Kiss im Range eines Stabsfeldwebels nach seiner Auszeichnung mit der Goldenen Tapferkeitsmedaille vor einer Albatros (Oeffag) D.III auf dem Flugfeld Cirè bei Pergine

Am 27. Jänner 1918 wurde Kiss in einem Luftkampf verwundet. Noch nicht vollständig genesen flog er am 24. Mai 1918 mit zwei anderen Fliegern einen Einsatz gegen britische Flugzeuge. Er wurde bei Lamon von dem kanadischen Flieger Gerald Birks abgeschossen und starb beim Absturz. Er wurde mit allen militärischen Ehren in Pergine  bestattet, während der Beisetzung warfen alliierte Flieger einen Kranz mit einer Trauerschärpe ab, auf der zu lesen war: “Our last salute to our courageous foe” (deutsch: „Unser letzter Gruß unserem tapferen Gegner“).
Kiss stand zuletzt im Range eines Offiziersstellvertreters und war der einzige Angehörige der k.u.k. Luftfahrtruppen, der posthum zum Offizier befördert wurde. Er war mit der Goldenen Tapferkeitsmedaille ausgezeichnet.
Sein Leichnam wurde 1970 in das Beinhaus Castel Dante nach Rovereto überführt. Einige persönliche Gegenstände von Kiss sind im Kriegsmuseum in Borgo Valsugana ausgestellt.

## Abschussliste
| Nr | Datum                 | Einheit  | Flugzeug                         | gegen               | Ort                     |
| 1  | 20. Juni 1916, 12:00h | Flik 24  | Hansa-Brandenburg C.I (61.23)    | Farman              | Monte Cimone di Tonezza |
| 2  | 25. August 1916       | Flik 24  | Hansa-Brandenburg C.I (26.29)    | Caproni             | Werk Lusern             |
| 3  | 17. Sept. 1916        | Flik 24  | Hansa-Brandenburg C.I            | Caproni             | Chizzola bei Ala        |
| 4  | 10. Juni 1917         | Flik 24  | Hansa-Brandenburg D.I (28.37)    | Nieuport            | Asiago                  |
| 5  | 14. Juni 1917         | Flik 24  | Hansa-Brandenburg D.I (28.37)    | SAML 2              | Roana                   |
| 6  | 13. Juli 1917         | Flik 24  | Hansa-Brandenburg D.I (28.37)    | Savoia-Pomilio SP.2 | Levico                  |
| 7  | 11. Sept. 1917        | Flik 24  | Hansa-Brandenburg D.I            | SAML 2              | Asiago                  |
| 8  | 15. Nov. 1917         | Flik 55J | Albatros (Oeffag) D.III (153.17) | Caproni             | bei Asiago              |
| 9  | 15. Nov. 1917         | Flik 55J | Albatros (Oeffag) D.III (153.17) | Caproni             | bei Asiago              |
| 10 | 17. Nov. 1917         | Flik 55J | Albatros (Oeffag) D.III (153.17) | SAML 2              | südostw. Asiago         |
| 11 | 18. Nov. 1917         | Flik 55J | Albatros (Oeffag) D.III (153.17) | Savoia-Pomilio      | Monte Cengio            |
| 12 | 27. Nov. 1917         | Flik 55J | Albatros (Oeffag) D.III (153.17) |                     | nördl. Arsiero          |
| 13 | 27. Nov. 1917         | Flik 55J | Albatros (Oeffag) D.III (153.17) | SAML 2              | nördl. Asiago           |
| 14 | 7. Dez. 1917          | Flik 55J | Albatros (Oeffag) D.III (153.17) | SAML 2              | Roana                   |
| 15 | 7. Dez. 1917          | Flik 55J | Albatros (Oeffag) D.III          | Pomilio PE          | ostw. Asiago            |
| 16 | 7. Dez. 1917          | Flik 55J | Albatros (Oeffag) D.III          | SAML 2              | Monte Sprung            |
| 17 | 16. Dez. 1917         | Flik 55J | Albatros (Oeffag) D.III          | SAML 2              | bei Feltre              |
| 18 | 12. Jan. 1918         | Flik 55J | Albatros (Oeffag) D.III          | R.E.8               | Casa Rigoni             |
| 19 | 26. Jan. 1918         | Flik 55J | Albatros (Oeffag) D.III (153.17) | SAML 2              | Monte Magna             |